# 南美硬尾鴨
南美硬尾鴨（Oxyura vittata）是硬尾鴨属下的一种小型鸭类，分布于南美洲南部。

## 繁殖
南美硬尾鸭拥有最大的鸟类生殖器，其阴茎（螺旋形）与身体的比例也是所有脊椎动物中最大的。其最长可与鸭身相等，但一般只有身体的一半长，即22 cm（8.7英寸）左右。雌鸭也有着很长的螺旋形阴道。由于生殖器官构造复杂，所以雄鸭强行交尾很难留下后代。